# Hunter (cheval)
Pour l’article homonyme, voir Hunter.
Un Hunter est un type de cheval des îles Britanniques, utilisé spécifiquement pour la chasse à courre et la chasse au renard.

## Histoire
Les plus anciennes preuves d'usage de chevaux spécifiques pour la chasse à courre en Angleterre remontent au XVIe siècle.

## Description
Il ne s'agit pas d'une race de chevaux spécifique, mais d'un type de cheval utilisé pour la chasse à courre (soit la chasse avec une meute de chiens), quel que soit le pays où a lieu cet usage. L'une des premières qualités recherchées chez un Hunter est son adaptation au terrain où la chasse à courre se tient.
On observe ainsi une grande variété de tailles, l'auteur anglais Elwyn Hartley Edwards indiquant une large fourchette de 1,52 à 1,83 m. Le profil de tête est souvent busqué, révélant des origines espagnoles ; la crinière est toujours de couleur noire.